# Stenochilus
Stenochilus is een geslacht van spinnen uit de familie Stenochilidae.

## Soorten
- Stenochilus crocatus Simon, 1884
- Stenochilus hobsoni O. P.-Cambridge, 1870
- Stenochilus scutulatus Platnick & Shadab, 1974